# Литтл, Наташа
Ната́ша Литтл (англ. Natasha Little; 2 октября 1969, Ливерпуль, Ланкашир, Англия, Великобритания) — английская актриса.

## Биография
Наташа Литтл родилась 2 октября 1969 года в Ливерпуле (графство Ланкашир, Англия, Великобритания) в семье менеджера Национальной службы здравоохранения Великобритании Фреда Литтл и учительницы Мэри Литтл.
Наташа окончила «Loughton County High School for Girls» и первоначально она планировала карьеру в области закона, но в итоге получила образование драматической актрисы в Гилдхоллской школе музыки и театра в 1994 году.
Наташа дебютировала в кино в 1994 году, сыграв роль клерка пароходства в эпизоде «Конечный пользователь: Часть 2» телесериала «Между строк». В 1999 году Литтл сыграла в фильме «Почти полная и абсолютная история всего». Всего она сыграла в множестве фильмов и телесериалах (полный список на IMDb).
Наташа — лауреат премий «Biarritz International Festival of Audiovisual Programming» (1999) и «Cherbourg-Octeville Festival of Irish & British Film» (2002).

## Личная жизнь
С мая 2003 года Наташа замужем за актёром Богданом Пораем (род.1973). У супругов есть два сына — Гэбриел Мэттью Фредерик Херберт Порай-Пстроконски (род.2004) и Джоэль Порай-Пстроконски (род.2008).

## Избранная фильмография
| Год       |    | Русское название                        | Оригинальное название                               | Роль                                                                 |
| --------- | -- | --------------------------------------- | --------------------------------------------------- | -------------------------------------------------------------------- |
| 1994      | с  | Между строк                             | Between the Lines                                   | клерк пароходства                                                    |
| 1998      | с  | Ярмарка тщеславия                       | Vanity Fair                                         | Бекки Шарп                                                           |
| 1998—2009 | с  | Чисто английское убийство               | The Bill                                            | Клэр/миссис Стефани Андерсон                                         |
| 1999      | ф  | Почти полная и абсолютная история всего | The Nearly Complete and Utter History of Everything | имя персонажа неизвестно                                             |
| 2000      | ф  | Кевин и Перри уделывают всех            | Kevin & Perry Go Large                              | Анна Болейн                                                          |
| 2000      | ф  | Зелёные пальцы                          | Greenfingers                                        | Примроуз Вудхаус                                                     |
| 2003      | с  | Призраки                                | Spooks                                              | Викки Уэстбрук                                                       |
| 2004      | ф  | Ярмарка тщеславия                       | Vanity Fair                                         | леди Джейн Шипшэнкс                                                  |
| 2005      | с  | Массовка                                | Extras                                              | леди Хэмилтон                                                        |
| 2007      | с  | Немой свидетель                         | Silent Witness                                      | Элис Хастон                                                          |
| 2008      | с  | Война Фойла                             | Foyle's War                                         | Роуз Доусон                                                          |
| 2008      | с  | Пуаро Агаты Кристи                      | Agatha Christie's Poirot                            | Энн Шэпленд                                                          |
| 2009      | ф  | Господин Никто                          | Mr. Nobody                                          | мать Немо                                                            |
| 2009      | ф  | Мальчики возвращаются в город           | The Boys Are Back                                   | Флик                                                                 |
| 2009      | ки | Dragon Age: Origins                     | Dragon Age: Origins                                 | Нэн/леди Ландра/священник Редклифф (озвучивание)                     |
| 2010      | ки | Dragon Age: Origins – Awakening         | Dragon Age: Origins – Awakening                     | дополнительные голоса (озвучивание)                                  |
| 2011      | ки | Dragon Age II                           | Dragon Age II                                       | Дженека — наследие/дополнительные голоса — Марк-убийца (озвучивание) |
| 2011      | ки | Star Wars: The Old Republic             | Star Wars: The Old Republic                         | женщина-воин (озвучивание)                                           |
| 2012      | ки | 007 Legends                             | 007 Legends                                         | Пасси Гэлор (озвучивание)                                            |
| 2013      | ф  | Кровь                                   | Blood                                               | Лили Фэйрбёрн                                                        |
| 2013      | ф  | Добро пожаловать в капкан               | Welcome to the Punch                                | Джейн Бадэм                                                          |